# Рерль, Франц-Йозеф
Франц-Йозеф Рерль (нем. Franz-Josef Rehrl ; род. 15 марта 1993 года, Шладминг, Австрия) — австрийский двоеборец, бронзовый призёр чемпионата мира 2019 года, участник зимних Олимпийских игр 2018 года.

## Карьера
Рерль успешно выступал на международных юниорских соревнованиях: в 2012 и 2013 годах в составе австрийской команды был призёром юниорских чемпионатов мира.
После успешных выступлений на Континентальном кубке, Франц-Йозеф получил шанс дебютировать на главном кубковом старте двоеборцов — кубке мира, и 10 декабря 2011 года австриец дебютировал в этом соревновании, заняв 49-е место в Рамзау-ам-Дахштайне. В 2018 году в составе австрийской сборной отправился на зимние Олимпийские игры, где провёл одну гонку, в которой занял 13 место.
30 ноября 2018 года Рерль, заняв 3 место в Лиллехаммере, впервые в карьере поднялся на подиум в рамках Кубка мира, а меньше чем через месяц завоевал 2 место в Рамзау-ам-Дахштайне.